# Jeune Garçon avec un verre et un luth
Jeune Garçon avec un verre et un luth est une peinture de l'artiste néerlandais de l'Âge d'Or, Frans Hals, réalisée en 1626 et conservée à la Guildhall Art Gallery, à Londres.

## Sujet
La peinture montre un garçon avec un luth qui tient un verre au-dessus de sa tête avec sa main droite ; de la main gauche, il balance un luth qui repose sur une table.

## Nom
Hofstede de Groot écrit dans son catalogue des œuvres de Frans Hals de 1910 :

«  82. LE JOUEUR DE MANDOLINE RIANT. M. 214. Un jeune homme aux longs cheveux ébouriffés est assis, tenant dans sa main droite un verre plein de vin, auquel il sourit. Son costume sombre est paré de bleu; son bonnet est suspendu à l'arrière de sa tête, à gauche. De la main gauche, il lève l'une des extrémités d'une mandoline, dont l'autre extrémité repose sur une table. Signé à droite avec le monogramme; panneau, 36 pouces par 30 pouces. »

— Exposé à la Royal Academy Winter Exhibition, Londres, 1891, no 72.
Le positionnement d'une figure regardant vers le haut de Hals était commun à beaucoup de ses peintures de genre des années 1620 :

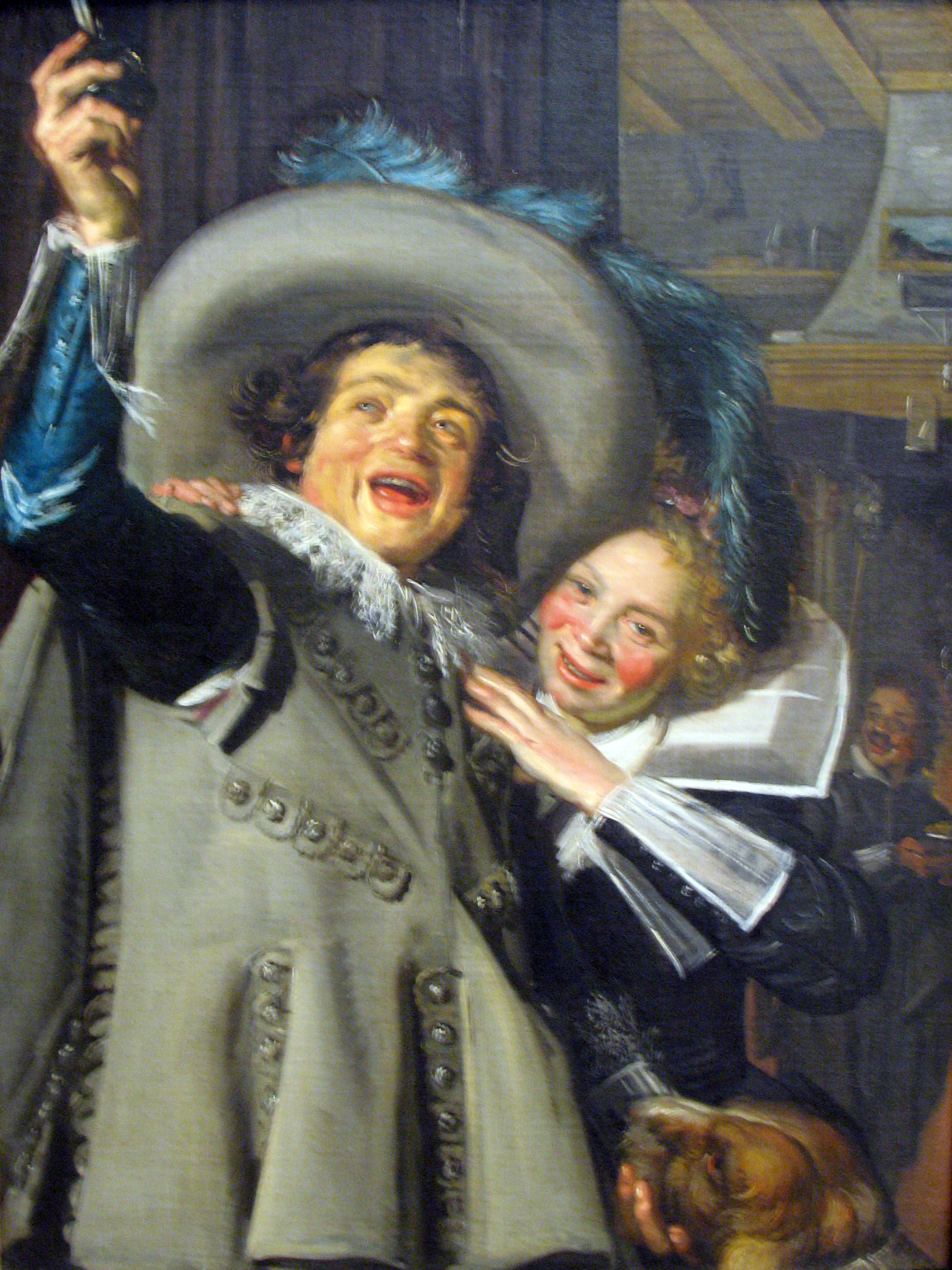
Jeune Homme et Femme dans une auberge.
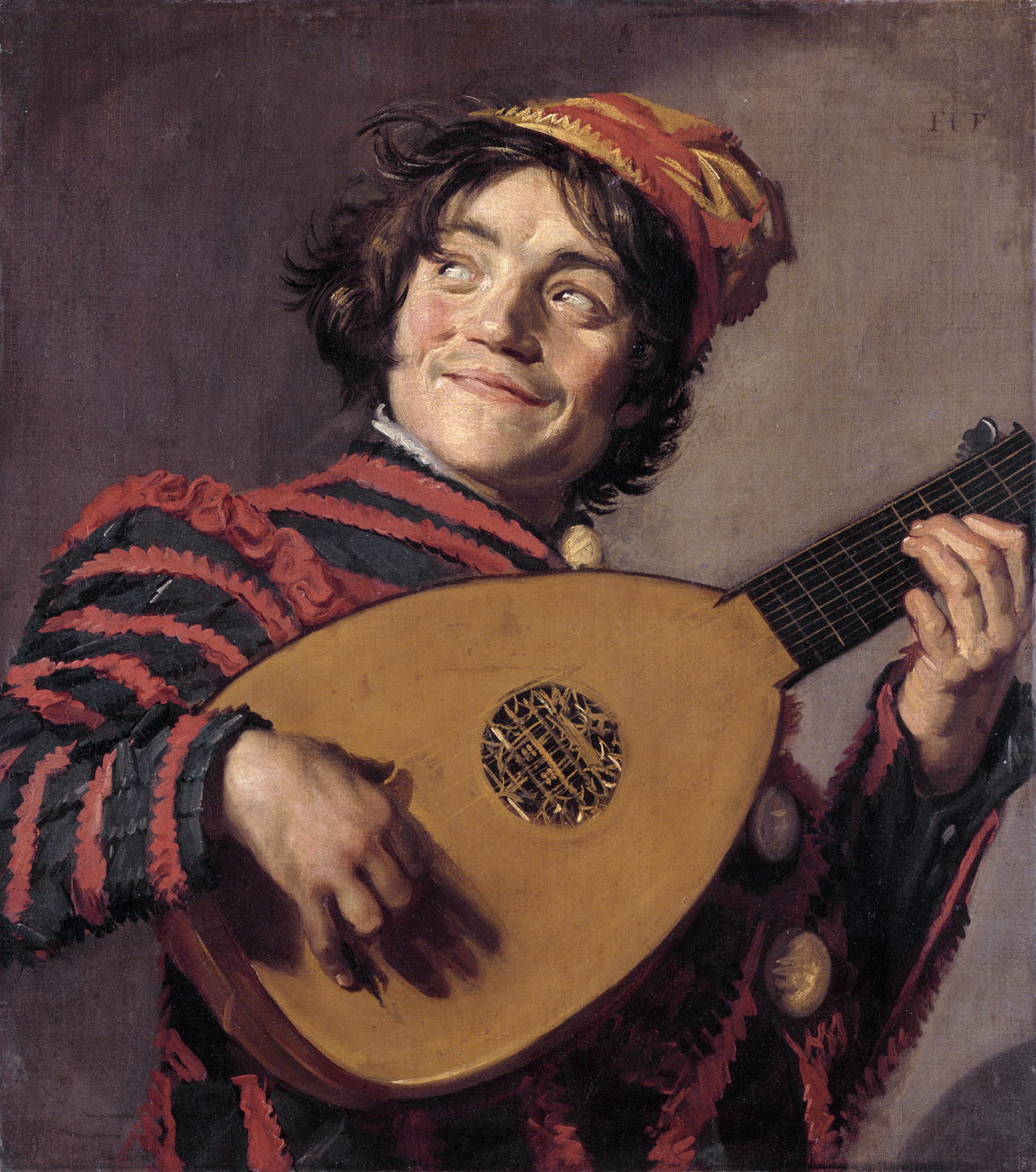
Le Bouffon au luth, musée du Louvre.
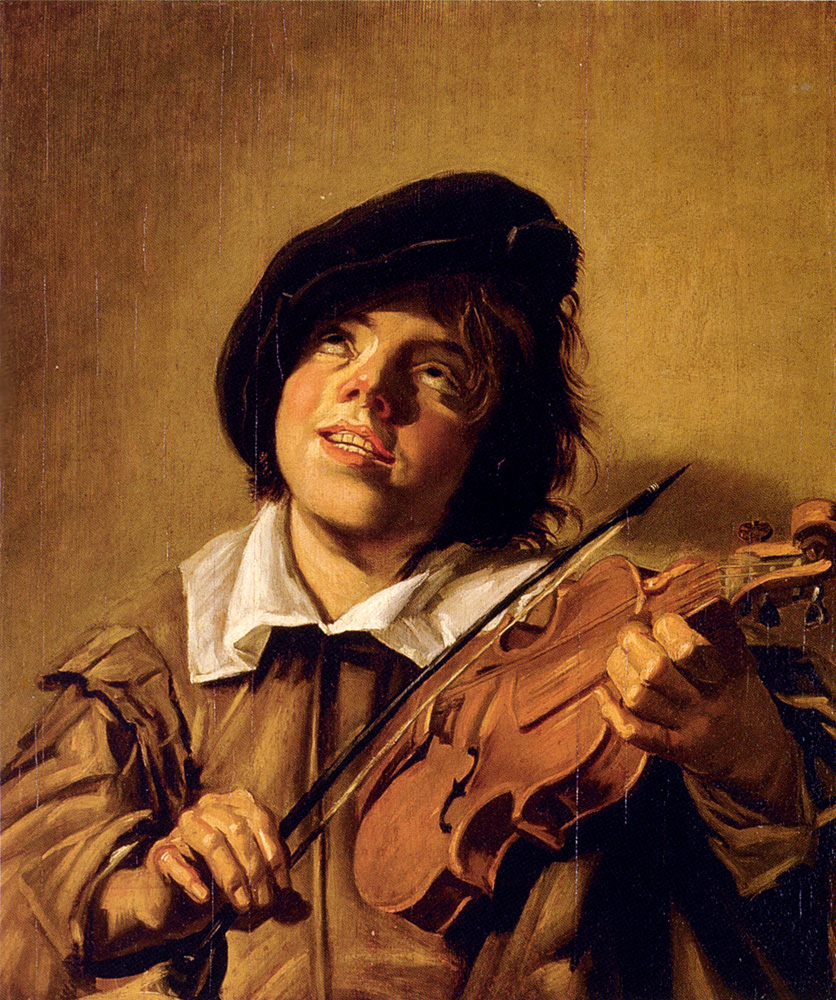
Garçon jouant du violon, attribué aujourd'hui à l'école de Judith Leyster et Frans Hals.
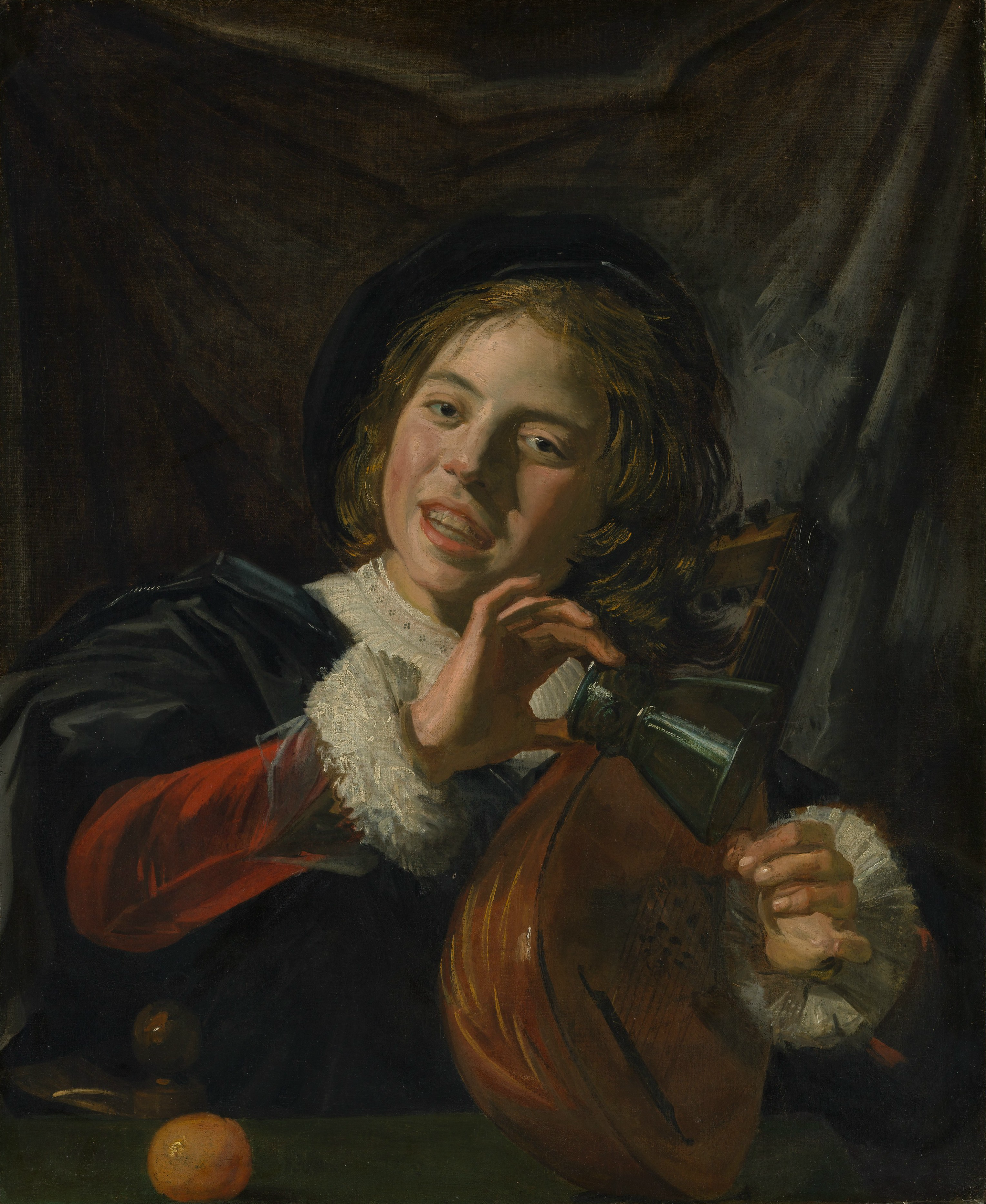
Garçon au luth"